# Carolina Costagrande
Carolina Del Pilar Costagrande (El Trébol, 15 ottobre 1980) è un'ex pallavolista argentina naturalizzata italiana.
Giocava nel ruolo di schiacciatrice.

## Carriera
Carolina Costagrande comincia a livello giovanile nel club della propria città natale, il Trebolense. Appena sedicenne inizia la carriera professionistica in Argentina, giocando nel campionato argentino col Club Atlético Boca Juniors. Alla fine degli anni novanta ottiene la prima convocazione con la nazionale argentina, con la quale vince la medaglia d'argento al campionato sudamericano 1999: lo stesso risultato sarà ripetuto due anni dopo. Sempre con la squadra nazionale partecipa alla Coppa del Mondo 1999 e al campionato mondiale 2002 ottenendo un undicesimo e un diciassettesimo posto: proprio al termine della competizione mondiale decide di non giocare più per la nazionale argentina.
Già dal 1998-99 la schiacciatrice gioca in Italia, ingaggiata a metà stagione dalla Pallavolo Palermo, in serie A1. Nella stagione 1999-00 è alla neo-promossa Futura Volley Busto Arsizio, poi nella Teodora Ravenna, ed ancora alla Pieralisi Volley dove resta per due annate.
Dopo una stagione è nuovamente all'Olimpia Teodora di Ravenna e una nel Volley 2002 Forlì, nella stagione 2005-06, ottiene la nazionalità sportiva italiana ed
inizia un lungo sodalizio con la Robursport Volley Pesaro, con la quale resterà legata per cinque stagioni: in questo periodo vince numerosi premi come tre scudetti consecutivi dal 2008 al 2010, due Coppe CEV, una Coppa Italia e tre Supercoppe italiane. Nel 2010 viene convocata per la prima volta nella nazionale italiana.
Nella stagione 2010-11 viene ingaggiata dalla Dinamo Mosca, militante nel massimo campionato russo. Nel 2011, con la nazionale italiana, si aggiudica la Coppa del Mondo, venendo premiata anche come MVP.
Nella stagione 2011-12 viene ingaggiata dal Guangdong Hengda Nuzi Paiqiu Julebu, militante nel massimo campionato cinese, con cui vince uno scudetto e il campionato asiatico per club 2013. Nella stagione 2013-14 passa al club turco del VakıfBank Spor Kulübü, vincendo la Supercoppa turca, la Coppa del Mondo per club, la Coppa di Turchia e il campionato; nella stagione seguente si aggiudica invece la Supercoppa turca. Nel campionato 2015-16 si trasferisce nell'Impel di Breslavia nella Liga Siatkówki Kobiet polacca.
Rientra in Italia nella stagione 2016-17 per difendere i colori dell'Imoco Volley di Conegliano, con cui vince la Supercoppa italiana 2016 e la Coppa Italia 2016-17. Per la stagione 2017-18 resta svincolata, ed in primavera, con un post di ringraziamenti tramite social network, annuncia il ritiro dall'attività agonistica.

## Palmarès

### Club
- Campionato italiano: 3

2007-08, 2008-09, 2009-10
- Campionato cinese: 1

2011-12
- Campionato turco: 1

2013-14
- Coppa Italia: 2

2008-09, 2016-17
- Coppa di Turchia: 1

2013-14
- Supercoppa italiana: 4

2006, 2008, 2009, 2016
- Supercoppa turca: 2

2013, 2014
- Campionato mondiale per club: 1

2013
- Coppa CEV: 2

2005-06, 2007-08
- Campionato asiatico per club: 1

2013

### Premi individuali
- 2006 - Supercoppa italiana: MVP
- 2009 - Supercoppa italiana: MVP
- 2011 - Coppa del Mondo: MVP
- 2014 - Champions League: Miglior ricevitrice